# Maria Veleda
Maria Veleda, pseudónimo de Maria Carolina Frederico Crispim (Faro, São Pedro, 26 de fevereiro de 1871 – Lisboa, Santa Engrácia, 8 de abril de 1955), foi uma professora, jornalista, ativista feminista, republicana, livre pensadora, maçónica e espiritualista portuguesa. Foi pioneira na luta pela educação das crianças, dos direitos das mulheres e na propaganda dos ideais republicanos, sendo uma das mais importantes dirigentes de um dos primeiros movimentos feministas portugueses, a Liga Republicana das Mulheres Portuguesas (LRMP).

## Biografia

### Família
Filha de João Diogo Frederico Crispim, responsável cultural da Sociedade Teatral de Faro, e de Carlota Perpétua da Cruz, ambos proprietários abastados, cuja fortuna foi, posteriormente, perdida, Maria Carolina Frederico Crispim nasceu a 26 de Fevereiro de 1871, na Rua da Parreira, na antiga freguesia de São Pedro, Faro, no seio de uma família tradicionalmente católica, tendo manifestado desejos, já na sua juventude, de professar. Eram seus avós paternos Diogo Frederico Crispim e Guiomar Teresa, e maternos Manuel da Cruz e Maria de Jesus.

### Jornalismo e Literatura
Muito cedo começou a trabalhar, dando inicialmente explicações na sua cidade natal, e, posteriormente, exercendo no ensino particular como professora primária em várias localidades do Algarve e Alentejo, a fim de ajudar a sua mãe e irmão mais novo que se encontravam numa situação económica difícil, após o inesperado falecimento de seu pai em 1882. 

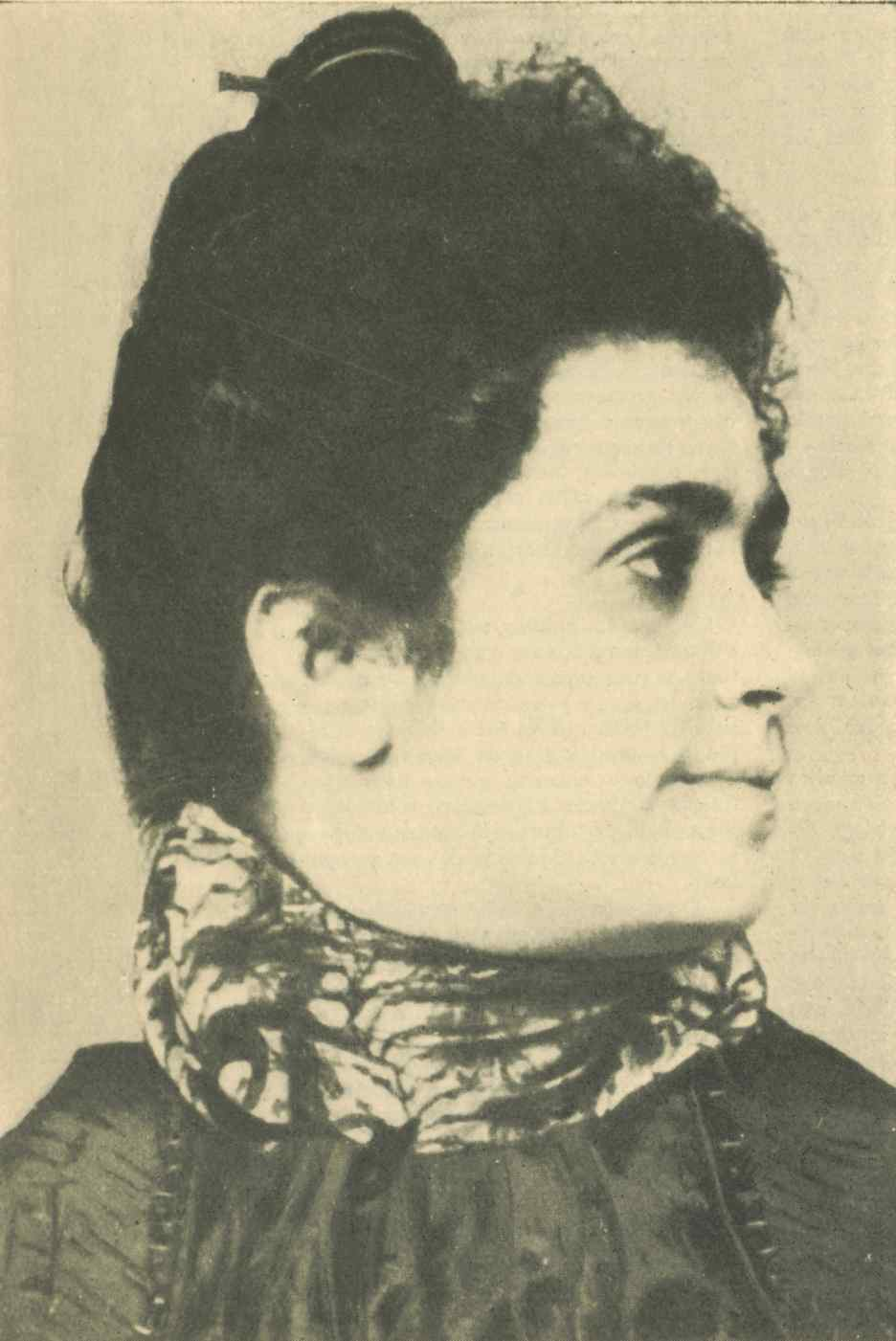
Retrato de Maria Veleda.

Aos dezanove anos fez a sua estreia literária no jornal provinciano O Distrito de Faro com a publicação de poesia, contos e novelas. De início, as suas produções em prosa e em verso revestiram-se de um carácter meramente literário, contudo, rapidamente notabilizou-se pelo amadurecimento de estilo nas suas obras. A partir daí, a sua atividade literária contou com colaborações e contribuições na imprensa de todo o país, tais como nas revistas e periódicos A Tradição (1899/1904), Ave Azul (1899/1900), Nova Aurora (1900/1901), O Círculo das Caldas (1901), Germinal (1901/1902), Lisboa Elegante (1902), Sociedade Futura (1902/1904), O Independente (1902/1906), O Cruzeiro do Sul (1903), O Diário Ilustrado, A Vanguarda, O Mundo, O Repórter, O Século, A Pátria de Luanda ou ainda no Almanaque das Senhoras, expandindo o seu reportório para temas de carácter feministas e educativos, adoptando e defendendo abertamente um pensamento na linha da escola moderna de Francisco Ferrer. 
Em 1902, publicou uma colecção de contos para crianças, intitulada «Cor-de-Rosa», dos quais saíram doze fascículos mensais que se esgotaram rapidamente, assim como o opúsculo “Emancipação Feminina”, onde exaltava os ideais republicanos e feministas.

### Vida Amorosa e Descendência
Na década de 1880 conheceu o advogado, dramaturgo e poeta algarvio Francisco Xavier Cândido Guerreiro (1871-1953), por quem se apaixonou e com quem se juntou, não querendo no entanto se casar por acreditar que um casamento se devia fazer "por amor e não por conveniências sociais".
Em 1890 adoptou Luís Frederico Viegas, com apenas 14 meses de idade, sendo filho da caseira da quinta dos seus pais que havia precocemente falecido, e em 1899, teve o seu filho biológico Cândido Guerreiro Xavier da Franca, na aldeia de Odivelas, em Ferreira do Alentejo, que foi apadrinhado pelo irmão adoptivo.
Em 1902 separou-se de Francisco Cândido Guerreiro, que, em 1909, casaria com Margarida Sousa Costa, em Loulé. 

### Ensino
Com trinta e quatro anos de idade, em 1905, já sob o pseudónimo Maria Veleda, decidiu fixar-se em Lisboa, levando consigo os seus dois filhos e a sua mãe. Durante esse período inicial, trabalhou como professora num asilo e depois num colégio privado, de onde foi despedida por desconfiarem que estivesse tuberculosa, vivendo, por um largo período, com grandes dificuldades económicas para alimentar a sua família, numa sociedade profundamente conservadora, marcada pelo preconceito face à sua condição de mulher independente e mãe solteira. Após, começou a leccionar como professora regente no Centro Escolar Republicano Dr. Afonso Costa, situado na Calçada de Arroios e dirigido pelo republicano Alves Torgo, onde criou dois cursos noturnos para mulheres, totalmente gratuitos, para ensinar a ler e escrever, e se cruzou com algumas das mais importantes figuras do idealismo republicano português que ali se reuniam à noite, ainda durante os últimos anos da Monarquia Portuguesa, tais como Magalhães Lima, Ricardo Covões, Afonso Costa, Manuel de Arriaga, Bernardino Machado, António José de Almeida, Alexandre Braga, Teófilo Braga ou ainda Ana de Castro Osório e o seu marido Paulino de Oliveira. É durante este período que começou a desvincular-se da produção literária e passou a interessar-se profundamente pelo ativismo social e pela causa feminista, começando por intervir publicamente em palestras e conferências sobre a emancipação feminina e a educação integral para ambos os sexos. Nos seguintes anos leccionou nos Centros Republicanos António José de Almeida e Boto Machado.

### Ativismo
Em 1906, aderiu ao Livre-Pensamento e foi iniciada na Maçonaria, nomeadamente na Loja Humanidade, com o nome simbólico de Angústias, tornando-se numa das maiores propagandistas da liberdade de consciência e do anticlericalismo. Um ano depois, Maria Veleda integrou a comissão organizadora do 1.º Congresso do Livre Pensamento, juntamente com José França, Augusto José Vieira, Lourenço Correia Gomes e Francisco Teixeira, e foi uma das fundadoras do Grupo Português dos Estudos Feministas. Após o regicídio, intensificou o seu papel como propagandista republicana.

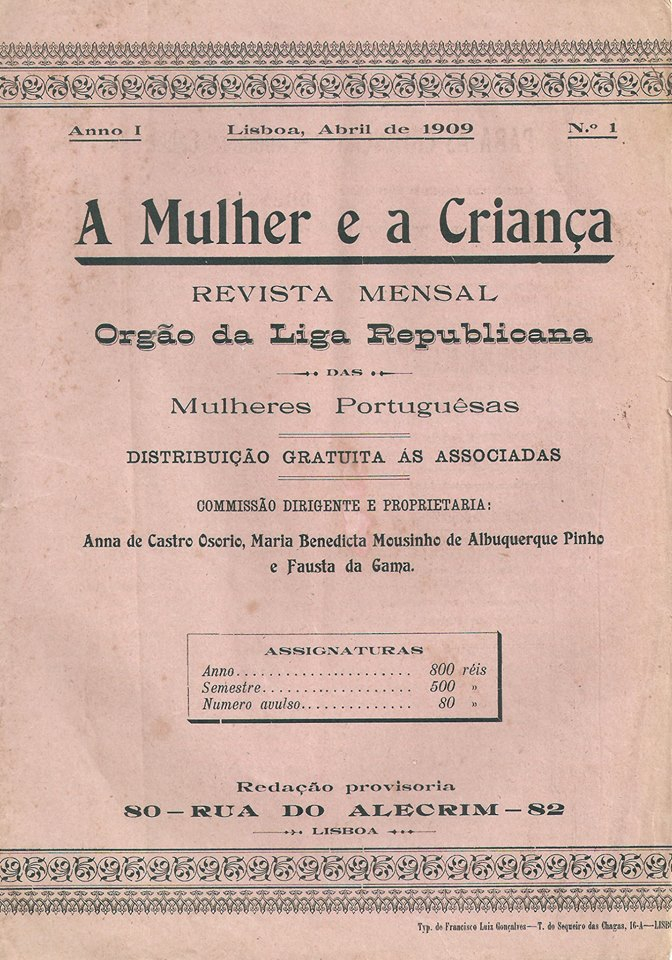
Revista mensal "A Mulher e a Criança", publicada e distribuída pela Liga Republicana das Mulheres Portuguesas em 1909

Em 1909, aderiu à Liga Republicana das Mulheres Portuguesas, criada pela jornalista e escritora Ana de Castro Osório e as médicas Carolina Beatriz Ângelo e Adelaide Cabete, às quais se juntaram Adelaide Cunha Barradas, Amélia França Borges, Ana Maria Gonçalves Dias, Camila Sousa Lopes, Fausta Pinto da Gama, Filomena Honorina da Costa, Maria Benedita Mouzinho de Albuquerque Pinho e Rita Dantas Machado, entre muitas outras militantes feministas. Apesar de Maria Veleda ser inseparável das três primeiras dirigentes principais, não fez parte da comissão organizadora da organização, porque António José de Almeida a julgava demasiado revolucionária, e acreditava que isso poderia intimidar as mulheres mais conservadoras que nela quisessem ingressar. Mesmo assim, esta manteve-se bastante ativa dentro do movimento e fundou a iniciativa Obra Maternal, para acolher e educar crianças abandonadas ou em perigo moral, e o Grupo Dramático da LRMP, tendo escrito várias peças de teatro, assim como foi escolhida para dirigir a revista A Mulher e a Criança, em 1910, juntamente com Lenia Loyo Pequito e Ana Maria Gonçalves Dias.

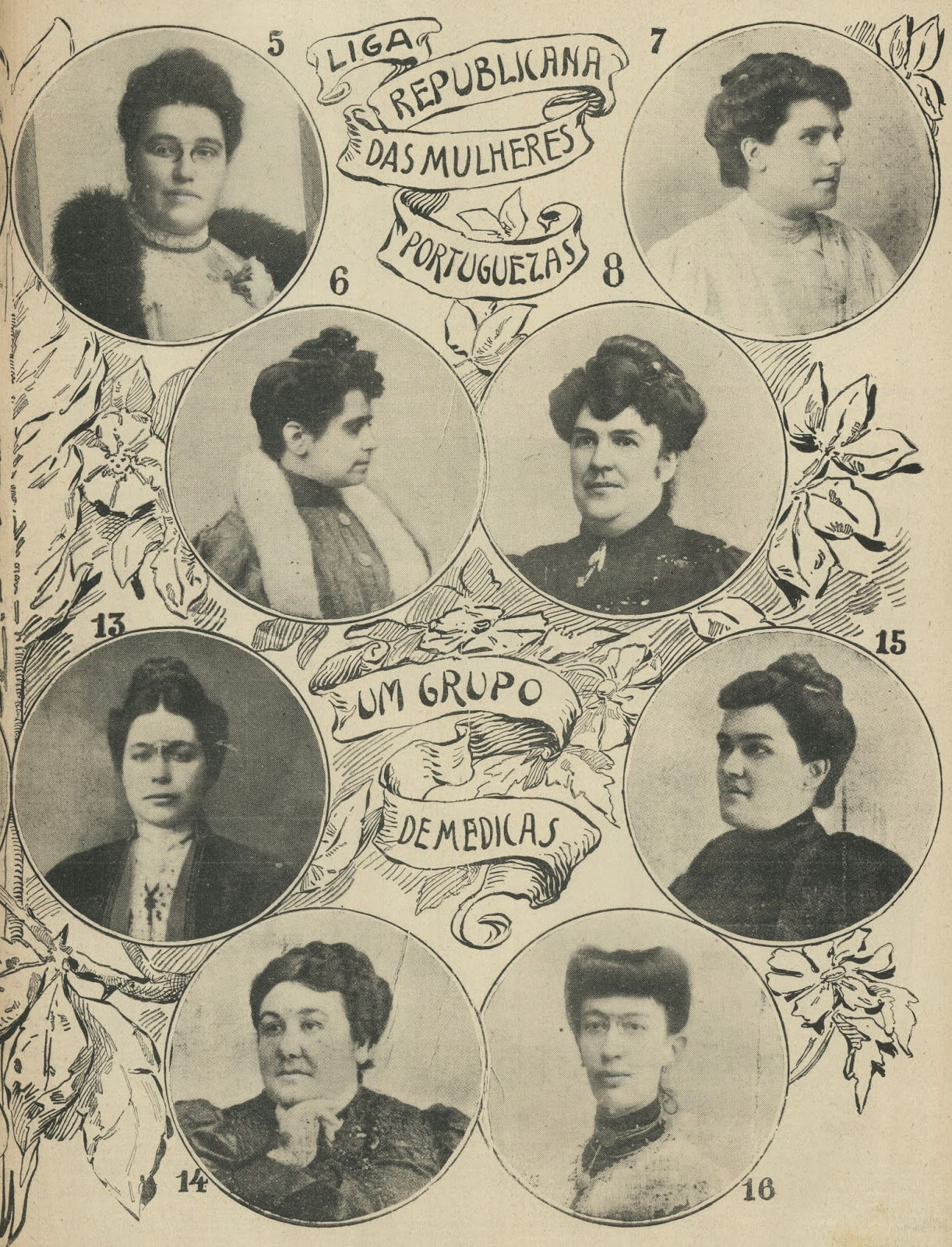
Suplemento do Jornal O Século (1910-05-12) sobre as sufragistas da Liga Republicana das Mulheres Portuguesas (5. Ana de Castro Osório; 6. Maria Veleda; 7. Beatriz Paes Pinheiro Lemos; 8. Maria Clara Correia Alves; 13. Sofia Quintino; 14. Adeleide Cabete; 15. Carolina Beatriz Ângelo; 16. Carmo Joaquina Lopes)

Com a implantação da República a 5 de Outubro de 1910, as feministas republicanas que militavam na Liga Republicana das Mulheres Portuguesas julgaram que havia chegado o momento de apresentarem as suas reivindicações ao novo regime político, contudo esta situação veio a criar divergências no seio do movimento, sobretudo entre Maria Veleda e a dirigente Ana de Castro Osório. Tentando não criar crispações com o Governo, as conservadoras, que Maria Veleda apelidava de ‘elite’, pediram o direito ao voto apenas para as mulheres que pagassem impostos, fossem maiores de idade e que fossem instruídas. Acreditando que este facto restringia o direito ao voto feminino e assim agravava a situação de desigualdade existente entre as mulheres portuguesas, Maria Veleda argumentou que a maioria não teria sequer a oportunidade de aceder à instrução de modo a ter autonomia económica ou obter a sua total emancipação da tutela masculina. Para Maria Veleda, se se reconhecia às mulheres o direito de voto, era uma incoerência reclamá-lo só para aquelas que tivessem posses ou fossem consideradas intelectuais. Na sua opinião, devia pedir-se "tudo" e se não dessem "tudo", não se aceitaria "nada".
«Seria uma injustiça negar a algumas um direito que é de todas. As mulheres, ricas ou pobres, intelectuais ou analfabetas, devem poder votar em igualdade de circunstâncias com os homens» Maria Veleda
Devido à crispação das duas facções, em 1911, Ana de Castro Osório demitiu-se da LRMP e Maria Veleda tomou o seu lugar na presidência da organização, com o apoio de uma larga maioria, sendo em 1912, nomeada pelo governo Delegada de Vigilância da Tutoria Central da Infância de Lisboa, órgão que precedeu os Tribunais de Família e Menores, eleita diretora do periódico feminista A Madrugada e fundadora do movimento Grupo das Treze, constituído simbolicamente por treze mulheres que pretendiam combater a ignorância e as superstições, o obscurantismo, o dogmatismo religioso e o conservadorismo que afetavam a sociedade portuguesa e impediam a emancipação das mulheres e o progresso humano.
Com quarenta e quatro anos de idade, em 1915, rompeu os seus laços com a LRMP, por o movimento se ter assumido como apartidário, filiando-se a título individual no Partido Democrático, e acompanhada por um grupo de dissidentes fundou, no último trimestre desse mesmo ano, a Associação Feminina de Propaganda Democrática, com a intenção de apoiar a intervenção política de Afonso Costa, figura respeitada e admirada pela generalidade das militantes republicanas, feministas e maçónicas. Em consequência da ditadura de Joaquim Pimenta de Castro, juntou-se aos conspiradores na preparação do golpe revolucionário que destituiu o governo ditatorial e integrou o grupo de pressão que defendeu a entrada de Portugal na Primeira Grande Guerra.

### Espiritualismo
Por volta de 1916, a sua preocupação com o sentido da existência levou-a a tomar contacto com os conceitos do espiritualismo e do esoterismo, tal como Maria O'Neill, tendo aderido ao espiritismo filosófico, científico e experimental. Fundou o Grupo das Sete, que mais tarde se transformou no Centro Espiritualista Luz e Amor, tornou-se num dos elementos dinamizadores do I Congresso Espírita Português em 1925 e participou na fundação da Federação Espírita Portuguesa em 1926. Durante esse período fundou as revistas A Asa, O Futuro e A Vanguarda Espírita, tendo colaborado na imprensa espiritualista de todo o país, à época.

### Abandono da Política
Desiludida com a atuação dos governos da Primeira República Portuguesa, que não cumpriram as promessas de conceder o voto às mulheres, entre derradeiros momentos de instabilidade governativa e com muitas divergências internas, Maria Veleda decidiu abandonar o seu ativismo político em 1921, ficando bastante abalada pelos eventos da Noite Sangrenta, que originaram nos assassinatos de António Granjo, José Carlos da Maia e António Machado Santos. Após, continuou, durante alguns anos, a trabalhar como delegada de Vigilância, na Tutoria de Infância de Lisboa, e em 1950 publicou as suas “Memórias” no jornal República.

### Fim de Vida
Faleceu de insuficiência cardíaca aos 84 anos, onde vivia, na Avenida General Roçadas, número 5, rés-do-chão esquerdo, em Lisboa, sendo sepultada no Alto de São João.

## Homenagens
Uma escola básica em Santo António dos Cavaleiros, concelho de Loures, recebeu o seu nome. 
Em 1976, a Câmara Municipal de Lisboa homenageou a escritora e ativista dando o seu nome a uma rua na zona da Quinta dos Condes de Carnide, em Carnide. O seu nome também consta da toponímia de outras localidades portuguesas nomeadamente em Santo António dos Cavaleiros (Loures), Odivelas, Amadora, Alhos Vedros e Vale da Amoreira (Moita), Setúbal, Tavira, Sintra, Faro e Charneca da Caparica. 
A 5 de outubro de 2009, os CTT emitiram a coleção de selos Mulheres da República para homenagear as ativistas dos direitos femininos dos primeiros tempos da República, sendo representadas Maria Veleda, Ana de Castro Osório, Adelaide Cabete, Angelina Vidal, Carolina Beatriz Angelo, Carolina Michaëlis de Vasconcelos, Virgínia Quaresma e Emília de Sousa Costa.

## Obras Publicadas
- Cor-de-Rosa (1902, coletânea de contos infantis)[25]
- Emancipação Feminina (1902, opúsculo)
- A Conquista (1909, coletânea de discursos e textos, com prefácio de António José de Almeida)
- A Casa Assombrada (1925, novela)
- Memórias (1950, autobiografia)